# Areia Branca (Timor Oriental)
Arena Blanca (en portugués: Areia Branca antes también Pasir Putih) es una playa en el extremo este de la bahía de Dili (Timor Oriental). Se encuentra a unos 3 km al este del centro de la ciudad, en el subdistrito de Cristo Rei. En el extremo este de la bahía se encuentra a unos 27 metros de altura, la estatua de Cristo de Dili.